# 가부라키 고
가부라키 고(일본어: 鏑木 豪, 1977년 8월 26일 ~ )는 일본의 전 축구 선수이다.

## 구단 경력
과거 요코하마 F. 마리노스, 주빌로 이와타, FC 도쿄, 비셀 고베, 아비스파 후쿠오카, 미토 홀리호크에서 활동하였다.